# 天高市神社

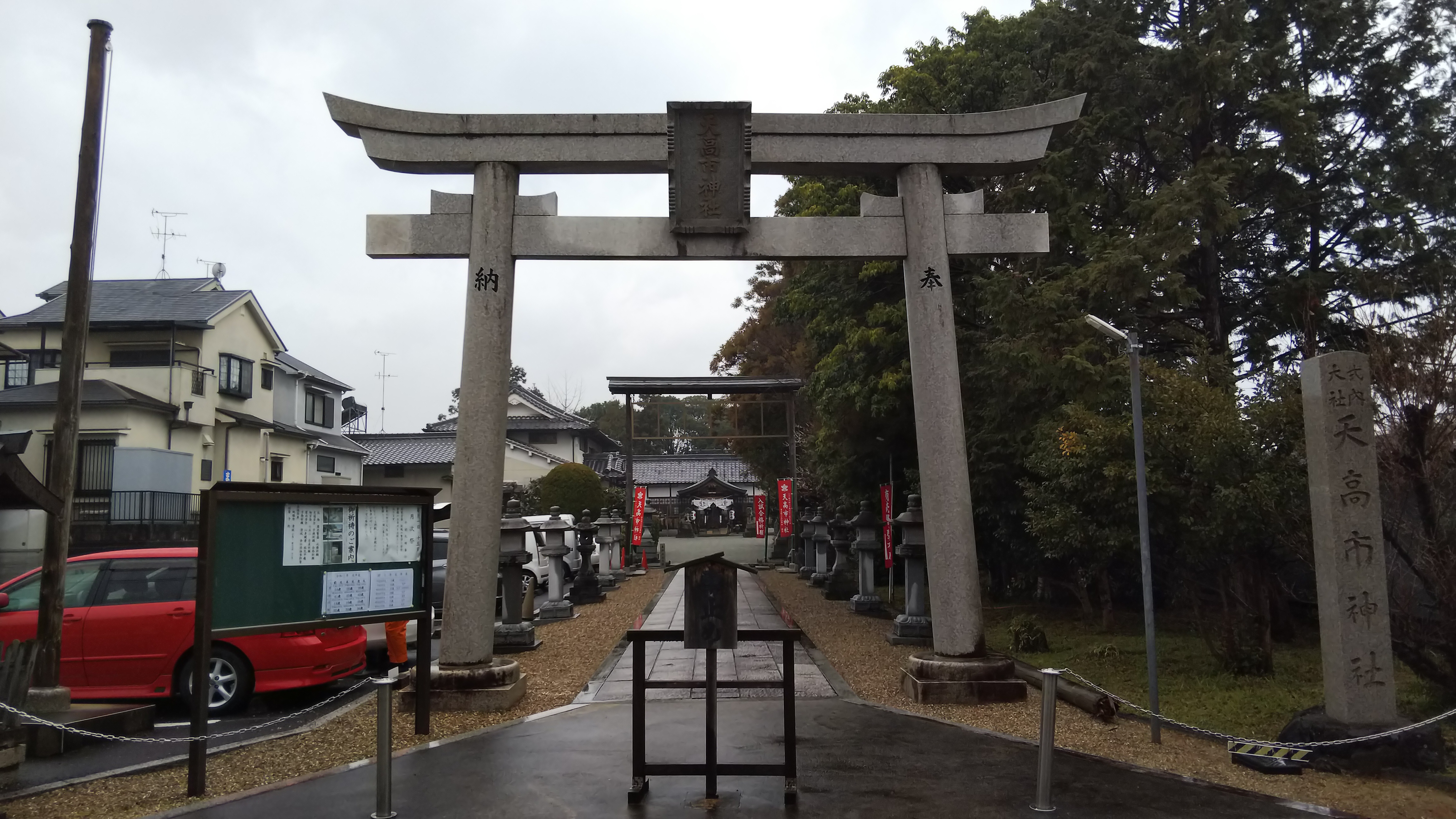
鳥居

天高市神社（あめのたけちじんじゃ）は、奈良県橿原市にある神社である。式内大社で、旧社格は村社。

## 祭神
太字は主祭神。
- 事代主命
- 品陀別命
- 息長帯姫命
- 比売神

## 歴史

### 概史
創建年代は不詳。史料における初見は、『日本三代実録』における記事（後述参照）で、延喜式神名帳では大社に列せられ、月次・新嘗の奉幣に預かるとしている。
中世から近世には曽我八幡宮と称され、祭神も八幡大神とされていた。近代社格制度では、明治40年（1907年）に村社に列した。

### 神階
- 天安3年（859年）1月27日、従五位下から従五位上（『日本三代実録』）- 表記は「天高市神」

## 境内社

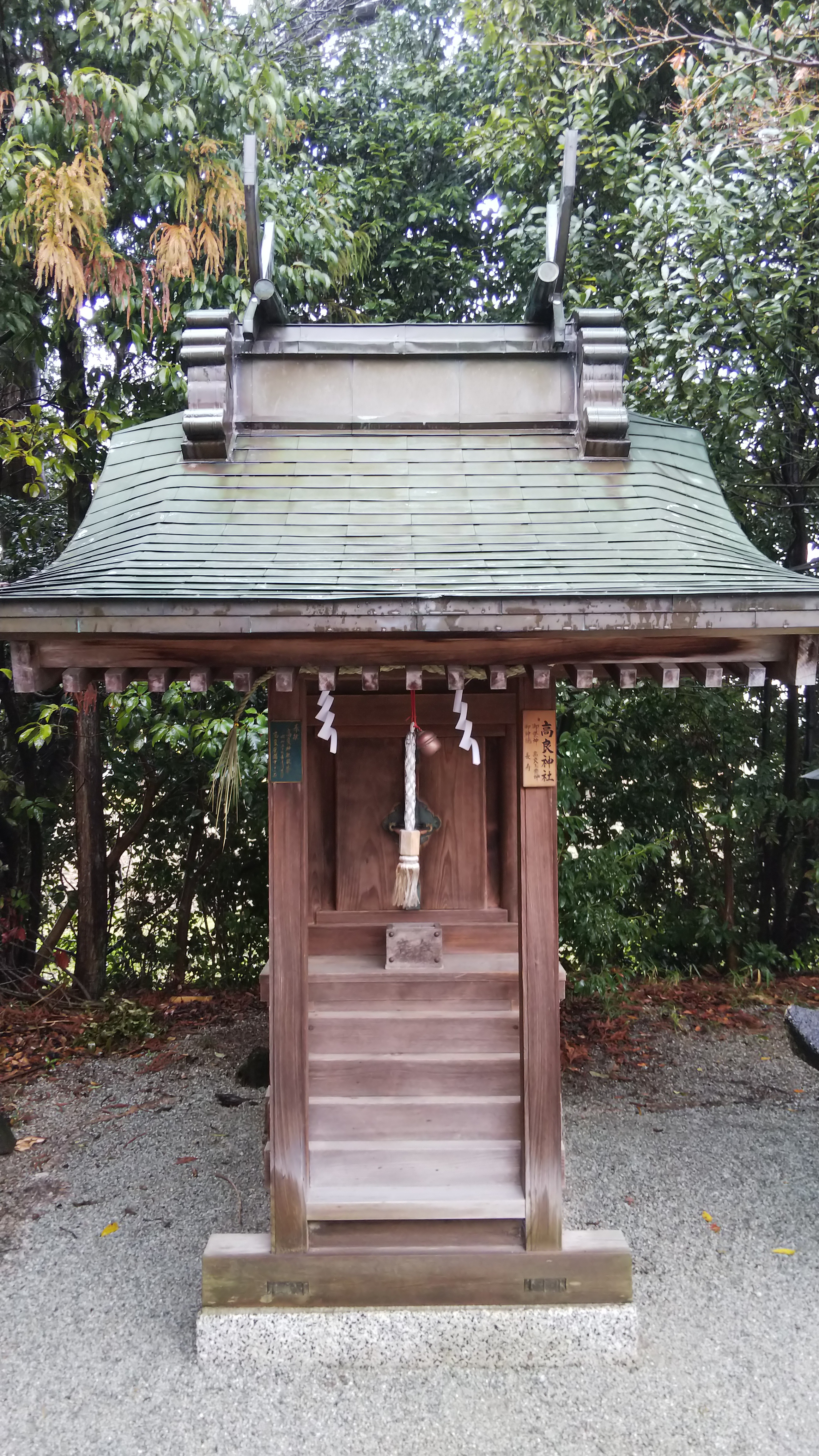
高良神社
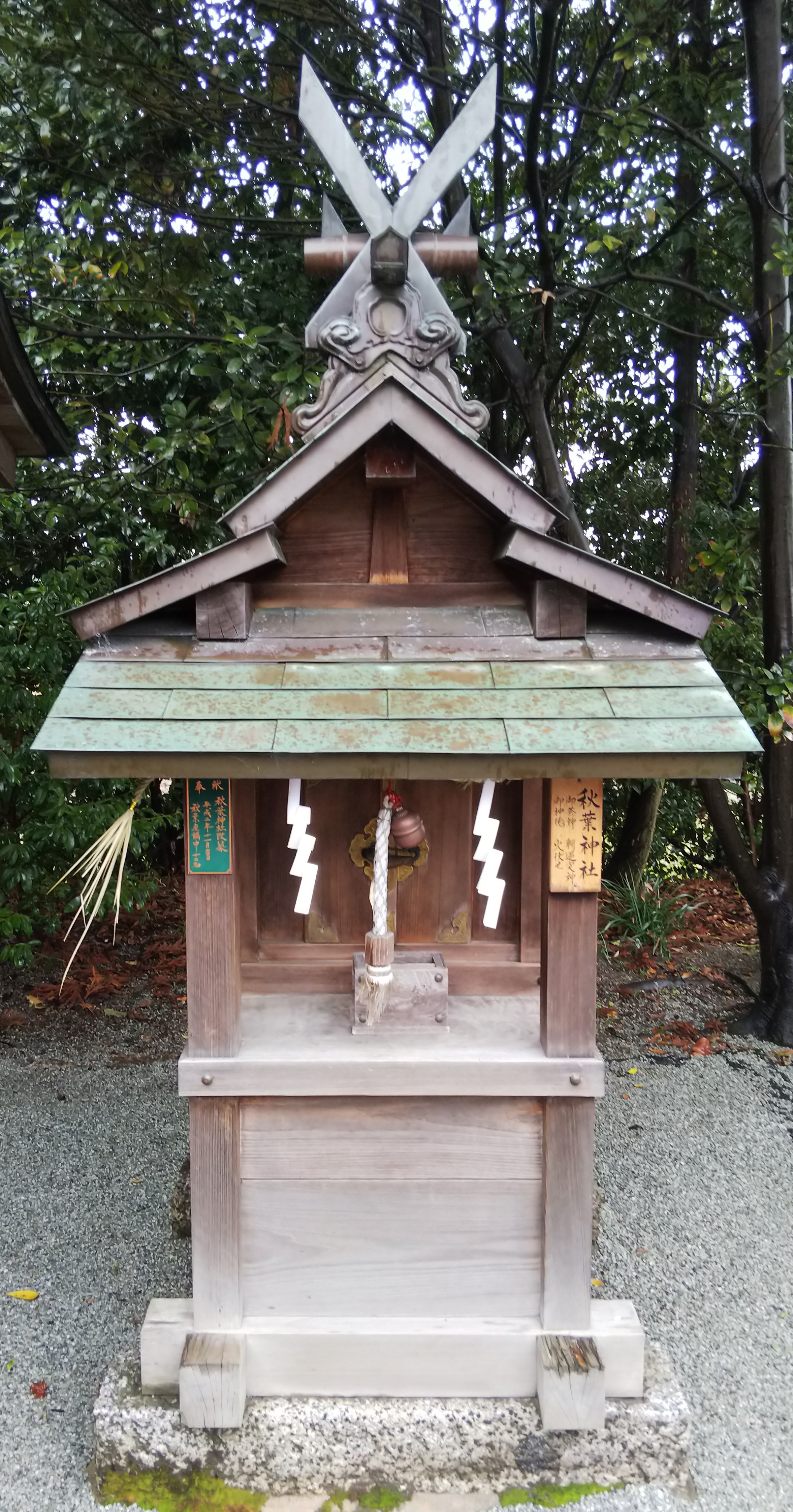
秋葉神社
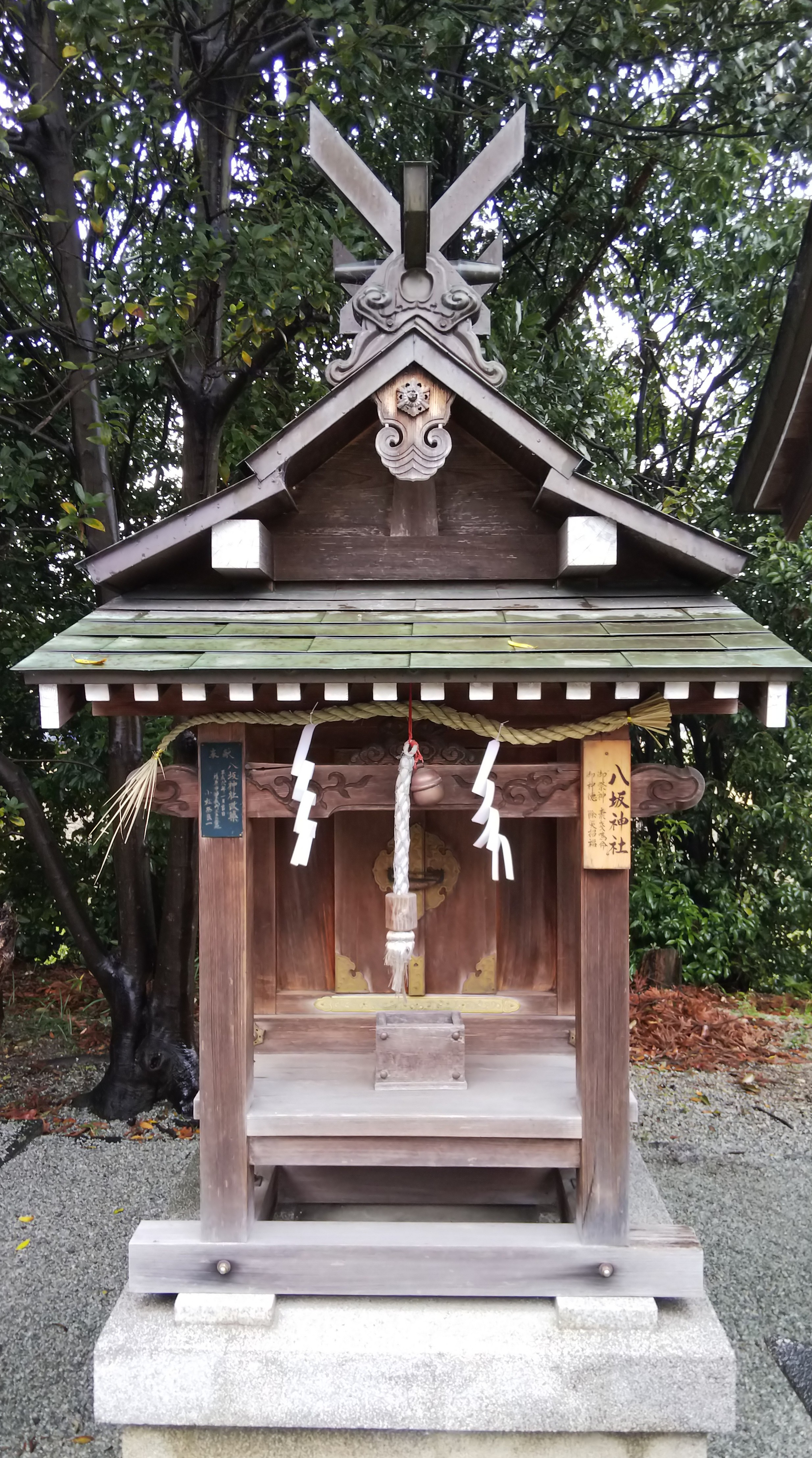
八坂神社
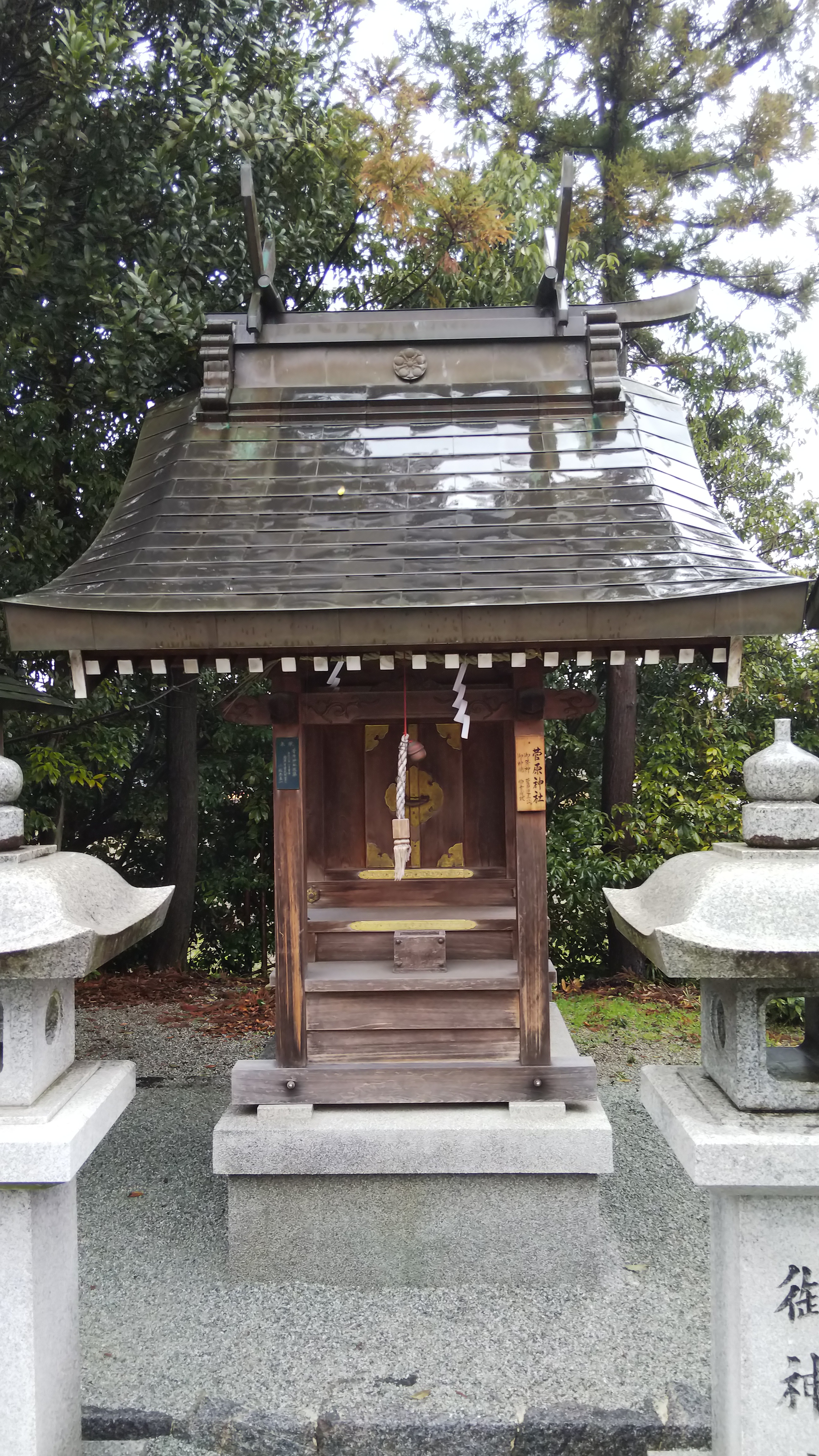
菅原神社
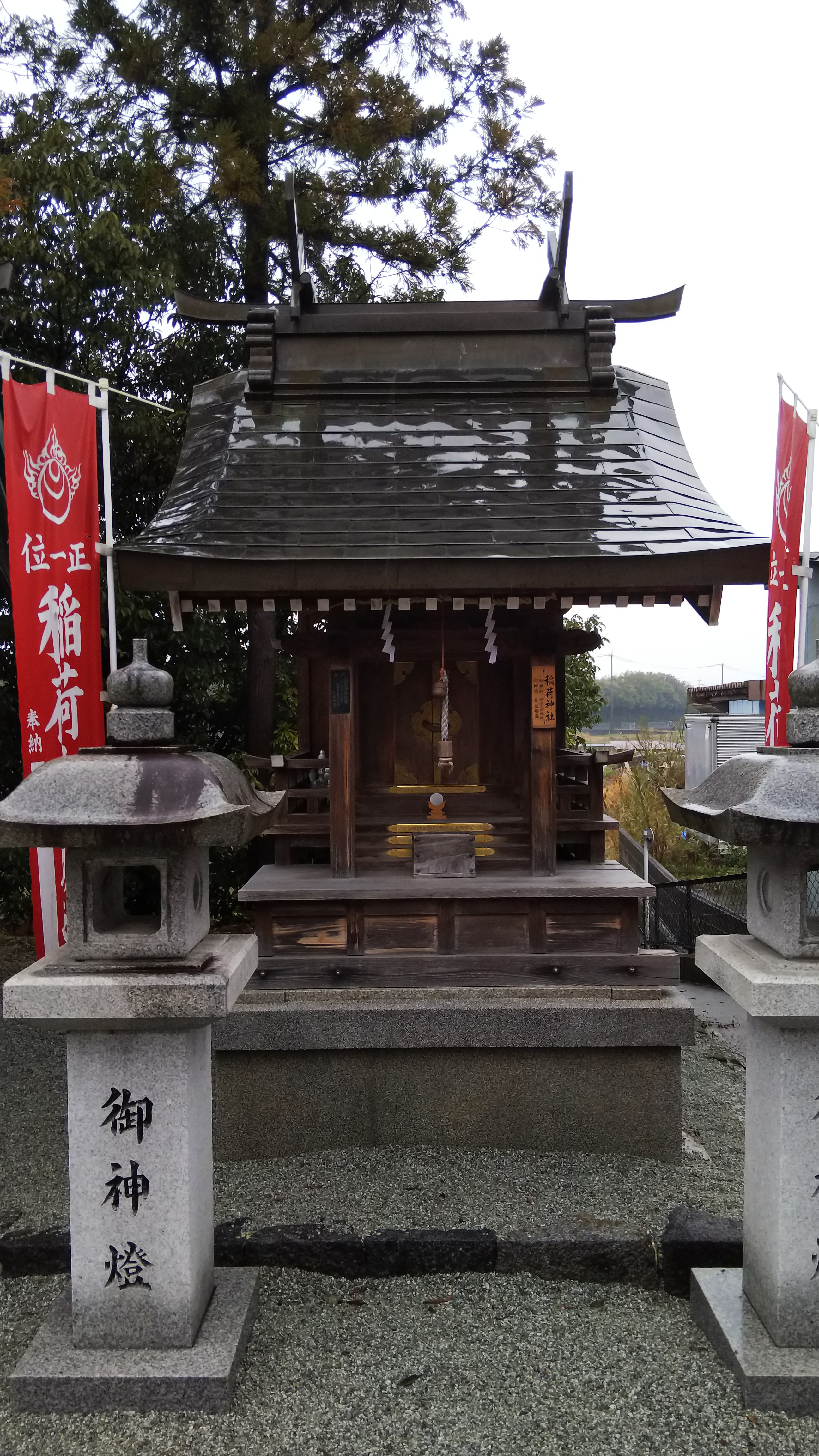
稲荷神社

## 交通アクセス
- 近鉄大阪線真菅駅から南へ徒歩15分。